# Homologie des groupes
Pour les articles homonymes, voir Homologie.
En algèbre homologique, l'homologie d'un groupe est un invariant attaché à ce groupe.
Pour un groupe G, on note ℤ[G] l'algèbre du groupe G sur l'anneau des entiers relatifs ℤ.
Soient alors M un ℤ[G]-module (ce qui revient à se donner un groupe abélien M et un morphisme de G dans le groupe des automorphismes de M), et {\displaystyle \epsilon :F_{*}\rightarrow M\rightarrow 0} une résolution projective de M.
Les groupes d'homologie de G à coefficients dans M sont définis par :
{\displaystyle H_{i}(G;M)=H_{i}(F_{*}\otimes _{\mathbb {Z} [G]}\mathbb {Z} )}
De façon duale les groupes de cohomologie de G à coefficients dans M sont définis par :
{\displaystyle H^{i}(G;M)=H^{i}(\mathrm {Hom} _{\mathbb {Z} [G]}(\mathbb {Z} ,F^{*}))}
où {\displaystyle 0\rightarrow M\rightarrow F^{*}} est une résolution injective de M. Un résultat standard d'algèbre homologique montre que ces constructions sont indépendantes des résolutions {\displaystyle F_{*}} et {\displaystyle F^{*}} choisies.